# Ши-Ра и непобедимые принцессы
Ши-Ра и непобедимые принцессы (англ. She-Ra and the Princesses of Power) — американский телевизионный мультсериал студии DreamWorks Animation, сценарист Ноэль Стивенсон. Сериал является перезагрузкой известного анимационного сериала «Непобедимая принцесса Ши-Ра» 1985 года. Выход первого сезона состоялся 13 ноября 2018 года на платформе цифровой дистрибуции Netflix. Пятый и последний сезон мультсериала вышел 15 мая 2020 года.
Ремейк о Ши-Ре планировалось создать ещё десятилетие назад. В качестве главного сценариста пригласили Стивенсон, который желал создать историю о сильных женщинах для молодой аудитории девочек. Главным элементом истории ещё до создания сеттинга стала идея противостояния главной героини и анти-героини, которые когда-то были подругами, но в результате неких обстоятельств превратились во врагов, образуя сложные и противоречивые отношения. Также Стивенсон решил отразить в истории представителей ЛГБТКИА+ и принцесс с самыми разными пропорциями тела, чтобы повысить чувство самооценки у девочек-зрительниц, показывая, что воительницы или принцессы не обязательно должны обладать «идеальной» фигурой.
Сериал получил положительные оценки критиков, похваливших сериал за проработанность сеттинга и хорошее раскрытие персонажей. Критики пришли к выводу, что сериал делает важный шаг после «Вселенной Стивена» в изображении женских персонажей с реалистичной, не идеализированной внешностью и представлении самых разных отношений в детской мультипликации. Тем не менее, сериал подвергся негативной критике из-за качества анимации. Он также вызвал протест среди определённого контингента интернет-пользователей, недовольных тем, что женские персонажи в сериале выглядят недостаточно сексуально.

## Сюжет
Действие происходит в далёкой вселенной, на планете Эфирия. 16-ти летняя сирота Адора является одной из лучших солдат Орды, возглавляемой тираном Хордаком. Благодаря своему таланту Адора выступала главной кандидаткой на пост капитана сил Орды. Её заданием стало уничтожение повстанцев «великого восстания» во главе с «принцессами». Во время исполнения миссии Адора находит волшебный меч, который превращает её в могущественную воительницу — Ши-Ру. Она встречает принцесс великого восстания, которые рассказывают ей пророчество, что однажды Эфирию спасёт «великая героиня». Ши-Ра осознаёт, что сражалась на неправильной стороне, решает присоединиться к восстанию и вести битву за освобождение Эфирии от Хордака. Сюжет повествует о том, как Ши-Ра разыскивает других «принцесс» и людей, способных помочь восстанию.

## Персонажи

### Повстанцы
- Адора/Ши-Ра (англ. Adora/She-Ra) (Эйми Карреро) — главная героиня истории. Является перебежчиком и вначале служила Орде. Способна при помощи волшебного меча преобразовываться в Ши-Ру, становясь гораздо крупнее и сильнее. Обладает колоссальной физической силой, но импульсивна и из-за этого часто ввязывается в неприятности.
- Глиммер (англ. Glimmer) (Карен Фукухара) — принцесса королевства Яркой Луны и дочь королевы Анджелы. Способна телепортироваться. Сначала не доверяет Адоре, но затем решает стать её верной спутницей. Пытается доказать матери, что самостоятельна и сильна. Тайно влюблена в Стрелка и страдала от того, что тот долгое время не испытывал к ней того же. Под конец сериала становится королевой.
- Стрелок (англ. Bow) (Маркус Скрибнер[англ.]) — один из главных героев сериала. Он является старым другом Глиммер, не обладает волшебными силами, но искусно владеет луком и является неплохим изобретателем.
- Лэнс (англ. Lance) (Реги Давис) — отец Стрелка. Архивариус. Вместе с Джорджем заведует библиотекой.
- Джордж (англ. George) (Крис Джей Алекс) — отец Стрелка. Вместе с Лэнсом заведует библиотекой. Бывший военный и не хочет, чтобы его сын участвовал в войне.
- Анджела (англ. Angella) (Решма Шетти) — королева Яркой Луны. Потеряла мужа в войне с Ордой. Она добрая правительница, которая, однако, имеет разногласия с дочерью. Пытается её беречь и ограничивает свободу Глиммер. Она не доверяет Адоре, но решила принять её, так как «Глиммер поверила в Адору».
- Парфюма (Аромашка) (англ. Perfuma) (Генезис Родригес) — принцесса, способная создавать растения и цветы. Крайне добродушна и проводит много времени в медитациях.
- Морской Ястреб (англ. Seahawk) (Джордан Фишер) — молодой человек и моряк. Пытается всё время быть харизматичным и изображать из себя дамского угодника. Влюблён в Русалину. С одной стороны русалка выражает своё раздражение и равнодушие к Ястребу, с другой — позволяет себя любить. Любит поджигать корабли.
- Мермиста (Русалина) (англ. Mermista) (Велла Ловелл) — принцесса морского королевства. Способна превращаться в русалку и управлять водой.
- Фроста (Инея) (англ. Frosta) (Мерит Лейтон) — принцесса ледяного королевства. Ей всего 11 лет.
- Майка (англ. Micah) (Тейлор Грей) — король Яркой Луны, муж Анджелы и отец Глиммер. Долгое время считался погибшим, однако выяснилось, что он был схвачен Ордой и сослан на Остров Чудовищ.
- Кастаспелла (Чара) (англ. Castaspella) (Сандра О) — королева королевства Мистакор, тётя Глиммер. Является могущественной волшебницей и сестрой Майки. Когда-то связала племяннице свитер, а Стрелку — носки. Любит Глиммер, но обижается из-за того, что та проводит с ней мало времени, и в этом плане немного завидует Анджеле.
- Нетосса (Цетосса) (англ. Netossa) (Кристал Джой Браун) — принцесса, член Альянса Принцесс. Способна плести энергетические сети. Жена Спиннереллы.
- Спиннерелла (Циклонела) (англ. Spinnerella) (Ноэль Стивенсон) — принцесса, член Альянса Принцесс. Способна создавать ураганы. Жена Нетоссы.
- Мара (англ. Mara) (Зера Фазал) — девушка, бывшая Ши-Рой за тысячу лет до событий сериала. Пожертвовала собой, чтобы спасти Эфирию от вселенского зла.
- Мадам Разз (Мадам Сумбур) (англ. Madam Razz) (Грей Делайл) — старушка, живущая в Шепчущих Лесах. Ей более тысячи лет. В молодости была близкой подругой Мары.
- Столб Света (англ. Light Hope) (Морла Горрондона) — суперкомпьютер, обитающий в недрах Кристального Замка в Шепчущих Лесах. Является учителем и наставником Ши-Ры. Общается с окружающими, создавая голограмму женщины в жреческих одеяниях.
- Быстрый Ветер (Быстрокрылый) (англ. Swift Wind) (Адам Рэй) — изначально был обычным конём из деревни Феймор, но позже Ши-Ра случайно превратила его в своего домашнего аликорна. Умеет летать и разговаривать, любит петь и постоянно шутит.

### Орда
- Хордак (англ. Hordak) (Кестон Джон) — главный злодей первых трёх сезонов, предводитель Орды, клон Хорд Прайма. Попал на Эфирию в результате аварии на своём корабле и в течение всего сериала стремится запустить портал к своему повелителю, попутно завоёвывая планету. Пытается выглядеть сильным и властным, но в душе считает себя дефектным существом, которого создатель бросил на произвол судьбы.
- Хорд Прайм (англ. Hord Prime) (Кестон Джон) — предводитель галактической империи зла. Правит своей империей на протяжении многих тысяч лет, в течение которых завоёвывает всё новые и новые территории. Давным-давно пытался покорить Эфирию, но нападение было отражено усилиями Мары — прошлой Ши-Ры. Основу его армии составляют его собственные клоны, лишённые свободы воли. Одним из его клонов был и Хордак, но Хорд Прайм считает его дефектом по причине другого цвета глаз, кожи и наличия собственной личности.
- Ведьма теней (англ. Shadow Weaver) (Лоррейн Туссейн) — одна из главных злодеек сериала. Была когда-то на стороне повстанцев, но её презирали из-за её необычной силы и она перешла на сторону Орды, получив новую силу от Хордака. Она вырастила Адору и Катру, уделяя явно больше внимания первой. Она любит Адору, как дочь, и, вопреки указу Хордака, пытается вернуть её обратно в Орду под своё крыло. Одновременно она презирает Катру, но какое-то время их объединяла идея вернуть Адору.
- Катра (англ. Catra) (Аманда Мишалка) — главная анти-героиня сериала, девушка-кошка, бывшая подруга Адоры. Не смогла простить того, что Адора перешла на сторону повстанцев, и навязчиво преследовала её в попытке поймать, но позже отказалась от этой идеи в пользу должности капитана войск Орды. Впоследствии она поднимается всё выше и выше по карьерной лестнице и в конце концов становится предводителем Орды ценой разрушенной психики и ночных кошмаров. Импульсивная и хитрая. Она понимает, что Орда причиняет зло и презирает Царицу Тьмы, однако Катрой двигают личные чувства — обида на Адору за их разрушенную дружбу и нежелание снова быть в тени её славы. На протяжении первых двух сезонов испытывала романтические чувства к Адоре, однако сильная обида на подругу и зависть её успехам подавляют эти чувства.
- Скорпия (англ. Scorpia) (Лорен Эш[англ.]) — союзница и напарница Катры. Принцесса королевства, присягнувшего Орде. По этой причине её и её семью презирают другие принцессы. Это дополнительно мотивирует Скорпию воевать на стороне Орды. В отличие от импульсивной Катры очень спокойна. На протяжении длительного времени испытывала романтические чувства к Катре, но впоследствии разочаровывается в обезумевшей командирше и сбегает к повстанцам.
- Энтрапта (Капканта) (англ. Entrapta) (Кристин Вудс) — принцесса. Способна использовать своих волосы, как щупальца. Она помешана на технике, искренне ей восхищается и постоянно изучает технологию древних. Её помешанность на технике порой становится серьёзной проблемой для остальных принцесс, особенно когда они отправляются на задание. Во время одного из таких заданий она потерялась на территории Орды, что позволило Катре перевербовать её.
- Дабл Трабл (Худо Лихо) (англ. Double Trouble) (Джейкоб Тобиа) — наёмник, может менять свой облик. Как правило фигурирует на стороне Орды, но иногда работает на повстанцев. В истинном обличии имеет феминную внешность и маскулинный голос, при этом является небинарной персоной — не считает себя ни мужчиной, ни женщиной, использует местоимение "они".

## Создание

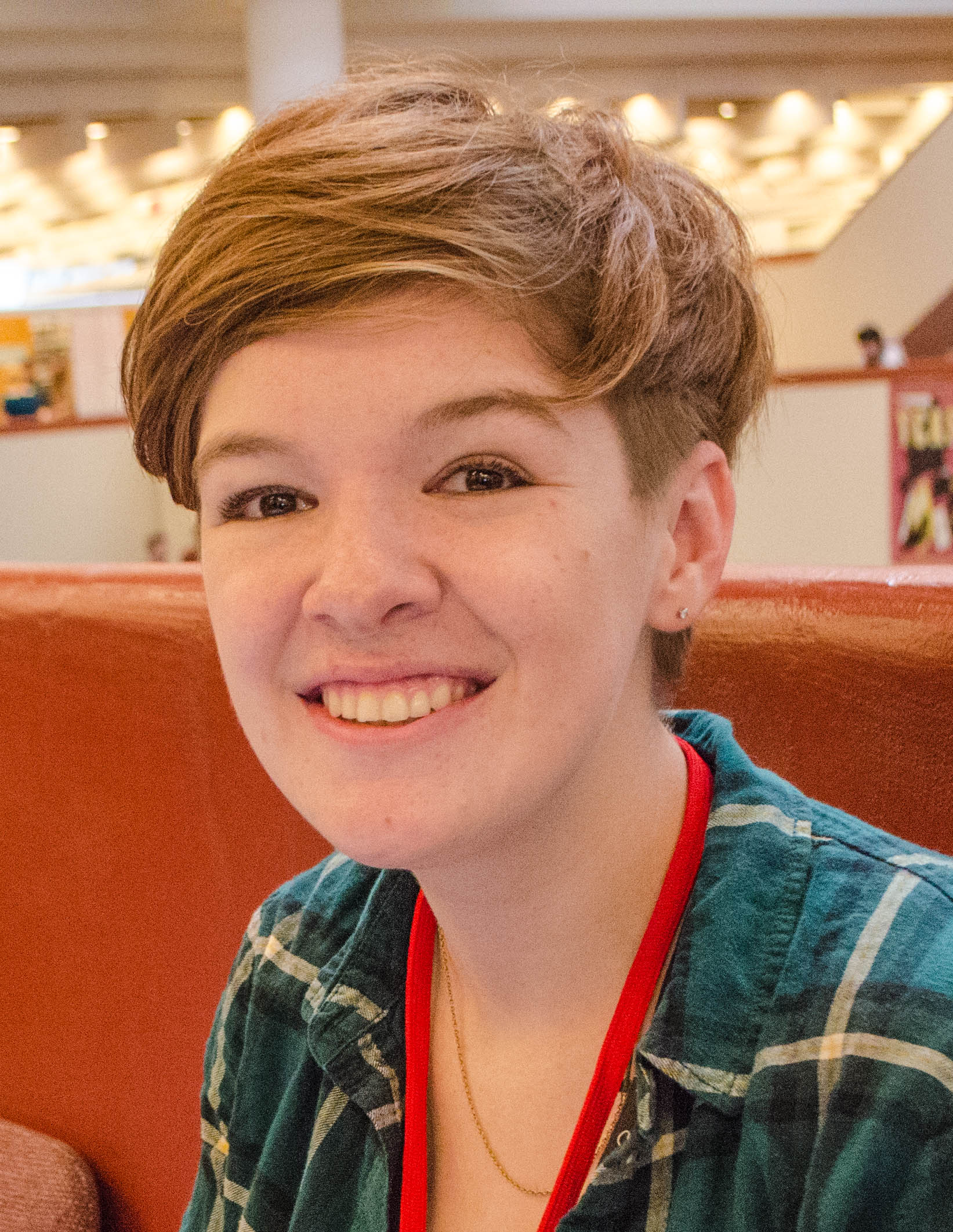
Автор сценария Ноэль Стивенсон

Сериал выделяется тем, что главным сценаристом выступает Ноэль Стивенсон, это его первая работа над анимационным проектом. Стивенсон признался, что не смотрел в детстве анимационный сериал «Непобедимая принцесса Ши-Ра» 1985 года, однако, узнав о героине Ши-Ре, был ей восхищён. Это послужило основой для создания его нового проекта. Ноэль заметил, что всегда искал женских персонажей в сюжетах научной фантастики и фэнтези, но это были как правило подружки главных героев. Помимо этого, вдохновением для сценариста послужила философия романа «Властелин колец», которая отражена в сюжете, и ролевая игра Dungeons & Dragons. Он заметил, что новая версия Ши-Ры создавалась по образу придуманного им персонажа D&D — Tiefling warlock nightmare baby. Стивенсон признался, что как и Ши-Ра, его персонаж был способен к телепортации, а он развил своего персонажа как импульсивную личность, не всегда способную держать себя под контролем. Например, если Стивенсон применял телепортацию, но не достаточно продумывал развитие сценария: его персонаж мог нарваться на врагов и прочие неприятности. Опыт игры в D&D позволил Стивенсон проработать личность новой Ши-Ры и как её характер и личность влияют на происходящие события, развитие отношений с другими персонажами, и как импульсивность героини может сыграть с ней злую шутку.
Основной сюжет — это, прежде всего, история искупления Ши-Ры, которая пересматривает свои ценности и взгляд на конфликт, она перебегает на сторону повстанцев, чтобы сражаться против орды: с одной стороны она становится предателем в глазах её бывших товарищей на стороне орды, с другой — должна заслужить доверие многих повстанцев, исправляя ошибки прошлого и доказать, что она больше не часть орды. Сценаристы также добавили множество отсылок к оригинальному сериалу и Ши-Ре из 80-х годов. Главным костяком сюжета со слов Стивенсона стали сложные отношения Ши-Ры и Катры, которые согласно сюжету были близкими подругами, но внезапно превратились во врагов. «Для Катры это личное, для Адоры это вопрос принципа. Адора говорит: „Мне нужно сделать то, что правильно, даже если это значит для меня расстаться с дорогими мне людьми“. А Катра думает так: „Как ты могла это сделать? Что может быть важнее, чем отношения, которые у нас были?“», эта дилемма придаёт сюжету дополнительную динамику и драматическую глубину. Стивенсон ещё до начала работы с сеттингом и персонажами хотел построить сюжет на этом конфликте.
Работа над ремейком началась ещё десятилетие назад, однако историю о Ши-Ре планировалось выпустить после «основной» истории о Хи-Мене. Тем не менее работа над созданием мультфильма The Masters of the Universe практически не велась до тех пор, пока проектом не заинтересовались братья Аарон и Адам Ни, тогда же и началась работа над сценарием ремейка о Ши-Ре. Как заметил Стивенсон, классическая история о Ши-Ре сыскала в своё время популярность и любовь среди зрительниц, так как героиня была такой же сильной и интересной, как Хи-Мен. "Ши-Ра была впереди своего времени. «Я [Стивенсон] так рад рассказать историю о женской силе, любви и дружбе, сегодня, как кажется, мы нуждаемся в них больше, чем когда-либо».
История о Ши-Ре во многом похожа на классическую историю из 1980-х годов, но и является её переосмыслением. Новый сюжет по мнению Стивенсона отражает ценности современного женского поколения США. Стивенсон заметил, что задумывал сериал для широкой женской аудитории, прежде всего для девочек, а также решил изобразить женских персонажей с разнообразной, нестандартной по меркам современных мультфильмов внешностью, чтобы многие девочки и девушки, чья внешность не соответствует принятым идеалам красоты и страдающие от этого комплексом неполноценности, смогли увидеть в этих принцессах самих себя и чувствовать себя увереннее. Также Стивенсон хотел переосмыслить такое понятие, как "принцесса" — «они не смиренно страдают от бедствий, но строят восстание, они не зациклены на браке и не избалованы, а являются лидерами своих королевств — в нашем мире они являются активистками и гуманитарными деятельницами, например Меган Маркл и Кейт Миддлтон». С одной стороны Стивенсон желал изобразить сильных и независимых воительниц, но с другой стороны сохранить в них в той или иной степени «женственные» черты, также создатель заметил, что ему не нравится популярный образ сильных женщин в фильмах, которых показывают всегда жестокими и отрешёнными, не вдаваясь в раскрытие персонажей. Этого Стивенсон хотел избежать и изобразить принцесс с самыми разными личностными качествами и недостатками.
Помимо прочего, главные герои и остальные персонажи сериала выделяются внешним, расовым, и гендерным разнообразием (часть персонажей являются представителями ЛГБТ+). Например, Стрелок, один из героев, имеет двух отцов. Ноэль Стивенсон многократно признавался, что для него было очень важно показать ЛГБТ+ персонажей в мультсериале. В интервью с Дэном Сарто Ноэль признался: «Это было очень важно для меня — сделать ЛГБТ+ репрезентацию основной частью мультсериала» Решение добавить однополую пару Стивенсон объяснил тем, что хотел отразить в сериале реальность и показать моменты из жизни, которые с одной стороны стали частью повседневной жизни общества, но с другой стороны по-прежнему игнорируются телевидением. Помимо этого героини стали «моложе», так как предполагается, что основная аудитория будет состоять из детей и подростков.
Отвечая на вопрос, появится ли Хи-Мен в следующих сезонах или сиквелах по новой вселенной, Стивенсон ответил, что в «ближайшее время Хи-Мена не стоит ждать». Тем не менее Стивенсон считает Хи-Мена интересным персонажем и не отказывается включить его в историю в будущем.

## Анонс и выпуск
Впервые о предстоящем перезапуске сериала «Непобедимая принцесса Ши-Ра» стало известно 12 декабря 2017 года, когда было объявлено, что Ноэль Стивенсон и студия DreamWorks Animation уже в течение нескольких месяцев работают над проектом. 18 мая 2018 года Netflix официально анонсировал предстоящий выход сериала и тот факт, что актёрами озвучивания выступят Эйми Карреро, Карен Фукухара, Аманда Мишалка и Сандра О. В этот же день публике был представлен первый плакат и логотип сериала.
16 июля 2018 года в сети появились первые изображения сериала, в том числе и героини Ши-Ры. Тогда же было объявлено, что выход первoй серии состоится 16 ноября 2018 года на телеканале Netflix. 10 сентября в сети появился первый короткий тизер, 4 октября был показан полноценный трейлер сериала. В начале ноября стало известно, что релиз был перенесён на 13 ноября.
Вместе с запуском Netflix в России, стало известно, что сериал наряду со «Вселенной Стивена», «Принцом-Драконом» и «Кипо и Эра Чудесных Зверей» получит рейтинг 18+ и также не будет доступен в детском сегменте. Причиной данного решения связали с наличием ЛГБТ-персонажей в данных сериалах.
| |  |  |  |
| Актрисы озвучивания, слева направо: Эйми Карреро (Ши-Ра), Карен Фукухара (Глиммер), Аманда Мишалка (Катра) и Лоррейн Туссен (Царица тьмы) |  |  |  |

## Критика
Сериал получил положительные оценки критиков. На сайте-аггрегаторе rotten tomatoes доля положительных отзывов составляет 100% со средней оценкой 7,97 баллов. Вывод сайта гласит, что сериал о Ши-Ре — это мощная история с проработанными персонажами. Средняя оценка пользователей составляет 74%.
Критик Polygon назвал сериал блестящим перезапуском без необходимости стоять на мускулистых плечах Хи-Мена. Девид Бетанкур из The Washington Post заметил, что несмотря на то, что сериал является перезапуском, он выглядит свежим и инновационным, но одновременно сериал остаётся верным оригинальному сюжету: от изображения героев до злодеев, в том числе и Катры. Похожее мнение высказал Даррен Фенич из Entertaiment, заметив, что на фоне того, что перезапуски, как правило, получаются ужасными, новый сериал о Ши-Ре стал чем-то особенным — «фантастической поп-фантазией с яркой анимацией, словно фейерверк для дискотеки, развлечением для детей всех гендеров и родителей, ищущих что-то увлекательное». Новый сериал наследует концепцию переполненного игрушечного ящика, «танки против волшебниц, кибернетические набедренные повязки, различные волшебные существа родом из космоса». Лия Томас с сайта Bustle заметила, что сериал позволяет вдаваться в ностальгию и, тем не менее, он не наделён типичными недостатками перезапусков. Критик IGN заметила хорошо проработанный сеттинг сериала: «каждая серия раскрывает мифологию мира и новые тайны». Джессе Лэб из Destructoid заметила схожесть сериала со «Вселенной Стивена», словно «Стивена» соединили с «Властелином колец». Критик отметил, что персонажи ведут честные диалоги, имеющие всегда свои последствия. Девид Бетанкур отдельно назвал анимацию сериала плохой, «плоской и растянутой» с низкой частотой кадров. Редакция The Verge назвала сериал добротным, но его главная проблема заключается в том, что он имеет сходства с «Аватаром» и «Вселенной Стивена», но и одновременно имеет более слабое развитие сюжета. Рэубэн Бэйрон из CBR хвалил репрезентацию персонажей разных национальностей и сексуальной ориентации, но отметил, что анимация требует доработки, особенно в экшн сценах. Он также отмечал, что мультсериалу не хватает юмора и самоиронии. Представитель сайта Poly.rpi также подверг критике рисовку и анимацию, назвав её дешёвой и особенно «ужасно» выглядящей для 2018 года. Критик признался, что это одна из худших рисовок, которую он видел за последние несколько лет. По мнению критика серии страдают от плохой режиссуры, а многие сцены имеют логические несостыковки.

### Персонажи
Критики похвалили хорошее озвучивание персонажей и их проработанность. Даррен Фенич заметил, что у каждого героя есть свои неоднозначные мотивы и тёмные прихоти, сами персонажи выделяются своим разнообразием «всех цветов и размеров». Лия Томас заметила, что главные персонажи проработаны, их чувства изображаются ярко и искренно, злодеи тоже не одномерные и вселяют дополнительное чувство страха. Критик заметила, как Стивенсон вдаётся в психологическое углубление персонажей. Представитель IGN заметила, что даже если со стороны кажется, что Адора приняла слишком быстрое решение перейти на сторону повстанцев, сюжет в полной мере показывает, с какими последствиями героиня сталкивается от того, как ей приходится привыкать к новой среде и правилам, до необходимости доказать, что ей стоит доверять, и она может нести пользу своим новым союзникам. Второстепенные персонажи также получают своё развитие и внимание в отдельных сериях, «ни одна принцесса не чувствуется подобной другой». Критик Polygon заметила, что Стивенсон отлично справляется с введением «своры принцесс», осторожно представляя и раскрывая каждую из них в отдельной серии, чтобы затем сформировать команду для будущих сезонов. Представитель IGN тем не менее заметила, что совершенная сила Ши-Ры является и главным недостатком персонажа Адоры, которая порой напоминает женскую версию Ванпанчменa. К счастью хорошо проработанные персонажи компенсируют данный недостаток.
Петрана Радулович с сайта Polygon считает, что антагонисты являются лучшей частью сериала — если в оригинальной истории 80-х годов это были пустые и стереотипные злодеи, «жаждущие захватить мир», то новый сериал объясняет их мотивы, придаёт их личностям глубину. Также меньшее количество анти-героев в сравнении с принцессами по мнению критика позволяет их лучше проработать. Девид Бетанкур заметил, что дружественно-антагонистские отношения между Адорой и Катрой стали гораздо глубже, являются сильнейшей стороной сериала и поднимают сюжет на новый уровень. Девид назвал Катру лучшим персонажем истории. Если Адора быстро определяется со своими мотивами, то Катра действует вольно, исходя из своих чувств, её гнев оправдан законным чувством предательства. Критик IGN также назвал отношения Адоры и Катры эмоциональным якорем истории. Редакция The Verge заметила сходство роли Катры с историей о Зуко, главного антигероя из «Аватара». Джессе с Destructroid считает отношения Адоры и Катры одними из главных движущих сил сюжета: Катра, как бывшая верная подруга, пытается вернуть Адору в орду, а Адора испытывает боль от того, что вынуждена сражаться с Катрой. Лия из Bustle назвала взаимоотношения Катры и Адоры многогранными, трогающими сердце и глубокими. Критики считают, что сюжет даёт намёки на развитие романтических отношений между Адорой и Катрой.

### Художественный стиль и инклюзивность
Рецензенты также похвалили сериал за прогрессивный стиль персонажей, современный взгляд, продвижение современных ценностей и тот факт, что персонажи в сериале представлены с разнообразными реалистичными пропорциями тела, а не идеализированными, а также за то, что сериал показывает самые разные сексуальные отношения. Критик Bustle приметила, что большинство персонажей — женщины, они не сексуализированы и не рисуются с невозможными фигурами, напоминающие «песочные часы», как это принято изображать во многих мультфильмах и комиксах. Единственный мужской герой в команде главных героинь не выглядит «выхолощенным» и отрицательно влияющим на команду в целом. Представитель Den of Geek считает, что мультсериал делает очередной важный шаг в изображении ЛГБТ-персонажей и отношений в детской мультипликации за последние несколько лет после таких мультисериалов, как «Вселенная Стивена», «Мой шумный дом» и «Вольтрон: Легендарный защитник». Вивиан Кэйн с сайта The Mary Sue назвалa облик Ши-Ры и остальных персонажей стопроцентным воплощением мечты пользователей Tumblr.
Девид Бетанкур из The Washington Post, комментируя протест некоторых зрителей по поводу внешности персонажей, заметил, что их дизайн предназначен прежде всего для широкой и молодой женской аудитории, а не для услады стареющего мужского взгляда. Похожее заметила и Вивиан Кэйн из The Mary Sue, придерживаясь мнения, что внешность женских персонажей призвана найти отклик в сердцах у широкой зрительской аудитории, будь то девочки, мальчики или мужчины. Редакция Vox, комментируя утверждения некоторых пользователей, что сериал является «пропагандой» ЛГБТ+, заметил, что среди создателей оригинальных сериалов 80-х годов о Хи-Мене и Ши-Ре также были и представители ЛГБТ+, которые повлияли на дизайн персонажей. Оригинальные сериалы тоже считались прогрессивными для своего времени и встречали неоднозначную оценку у взрослых зрителей с консервативной точкой зрения, которые не одобряли открытые наряды персонажей.

## Споры вокруг внешности персонажей

Новая внешность Ши-Ры вызвала споры. Часть старых фанатов сочла новый образ «недостаточно сексуальным, женственным» под предлогом нарушения каноничности

Так как сериал нацелен на молодую аудиторию, внешность персонажей также претерпела изменения, в частности Ши-Ра и другие героини выглядят моложе, а их одежда стала менее откровенной. Когда в июле 2018 года в Интернете показали новую версию Ши-Ры, некоторые из интернет-пользователей выразили протест и разочарование относительно внешности героини, сочтя её недостаточно сексуальной и «женственной». Одновременно множество пользователей выразили восхищение новым образом Ши-Ры, заметив, что она стала больше похожа на живого человека, и в знак поддержки стали создавать арты с героиней.
Сразу после выпуска сериала оценка пользователей на сайте Rotten Tomatoes составляла лишь 40% в результате ревью-бомбинга. По состоянию на май 2019 года пользовательский рейтинг составлял 71%, а в июне 2021 года — 87%.
Критиковавшие сериал были в основном взрослые мужчины, принадлежащие к гик-культуре и знакомые со старым, оригинальным сериалом, а также альтернативные правые. Их основным предметом критики выступал факт того, что Ши-Ра и остальные героини выглядят для них недостаточно привлекательно и сексуально, гламурно. Среди противников были и женщины, недовольные недостаточной «женственностью» новой Ши-Ры. Тем не менее большая часть женщин, как правило старше 20-ти лет, наоборот сталa на защиту нового дизайна. Среди защитников сериала также были и мужчины.
На недовольство отреагировал Ноэль Стивенсон и высказал своё разочарование относительно того, что многие люди готовы излишне зацикливаться на внешности персонажей, а также припомнил, что сериал создавался прежде всего для детей, а не взрослых зрителей, и заметил, что «Ши-Ра учит девочек не тому, как надо выглядеть, а как быть достойными уважения в независимости от того, как они выглядят». В защиту новой Ши-Ры встал и Майкл Стражински, работавший над созданием сериала из 80-х, заметив, что создатели оригинального сериала ставили перед собой цель создать прежде всего воина, а не «идеальную женщину». Стражински с сарказмом заметил, что люди, пришедшие в ярость из-за того, что Ши-Ра не представлена как идеальная женщина, страдают от «синдрома утёнка», так как запечатлели в детстве для себя старый образ. Создатели оригинального сериала также объясняли наличие «идеальных» фигур женских персонажей тем, что в 80-е годы команде художников было поручено создать женских персонажей, подобными куклам Барби, чтобы затем компания Mattel могла выпустить коллекцию кукол персонажей «Ши-Ра». Также по требованию руководства Mattel главная героиня не должна была быть мускулистой. Представители компании боялись, что в итоге «Хи-Мен будет выглядеть слабаком в сравнении с ней». Творческая свобода художников ограничивалась прописыванием личностей героинь, истории и их взаимоотношений.
Отдельные споры вызвала одна из второстепенных героинь, Спиннерелла, обладающая в сериале пухлыми формами. В социальных сетях появилась волна гневных твитов, осуждающих новый дизайн персонажа. Своё возмущение выразил и администратор геймерского сайта One Angry Gamer, известный активной поддержкой движения Gamergate, который заметил, что новая Спиннерелла недостаточно привлекательна для него. Этот комментарий стал объектом многочисленных шуток со стороны поддерживающих новый дизайн.